# Wendenstraße (Rostock)

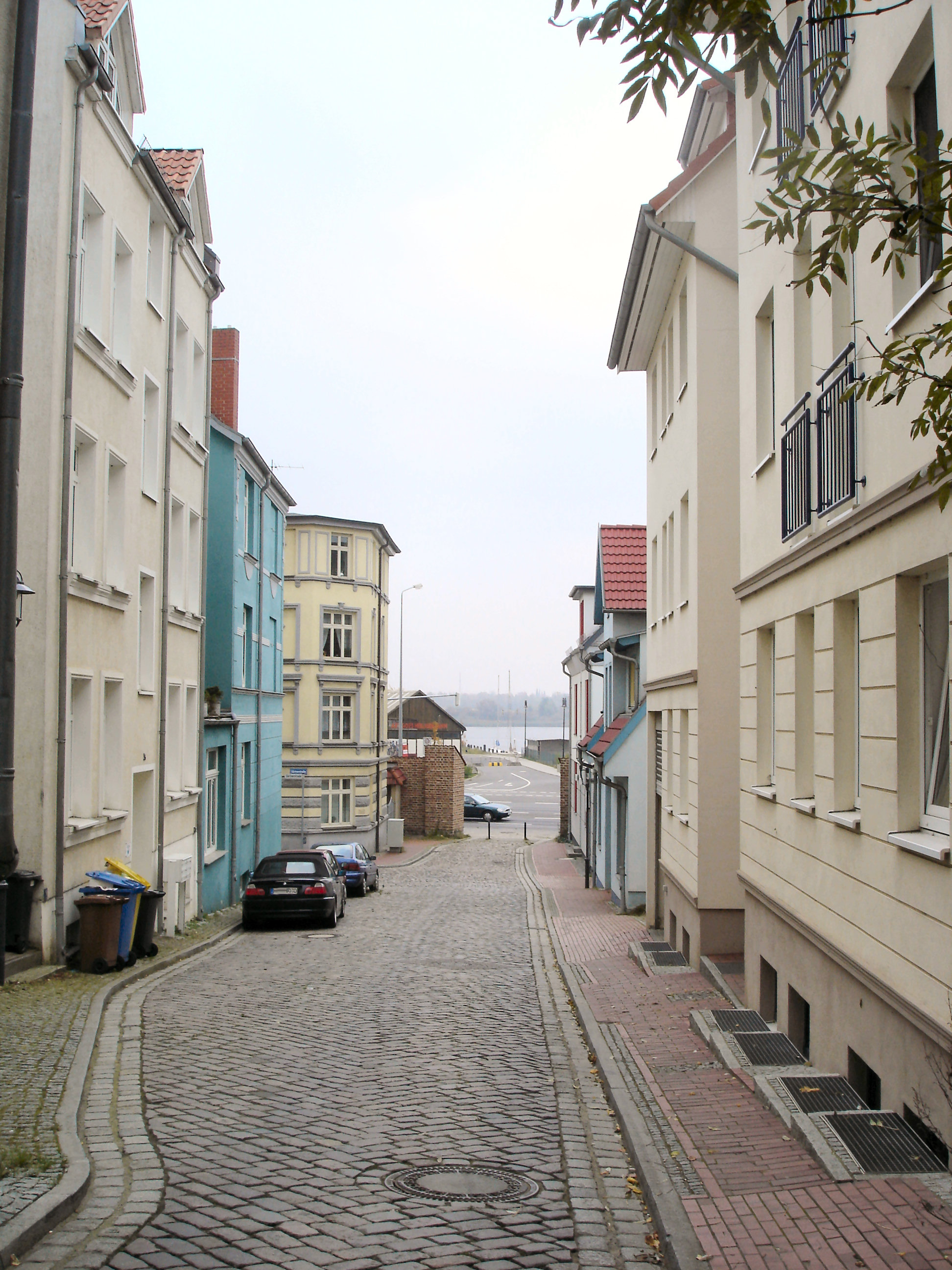
Blick in die Wendenstraße nach Norden

Die Rostocker Wendenstraße ist eine kurze Straße im äußersten Nordosten des historischen Kerns der Hansestadt. Von der Nordwestecke des Alten Marktes im Süden kommend, mündet sie kurz nach der Kreuzung mit der aus Westen kommenden Gärtnerstraße und der von Osten kommenden Straße Beim Wendentor  in die Straße Am Strande. Die Wendenstraße ist Teil der historischen Rostocker Altstadt.
Im Jahre 1317 wurde die Wendenstraße als platea slavorum erstmals erwähnt. Ihre Bezeichnung ist ein Indiz für eine stärkere Konzentration wendischer, also slawischer Bevölkerung in der nordöstlichen Stadtperipherie. Nach der Gründung Rostocks als deutsche Kaufmannsstadt durch Kolonisten aus Westfalen und Niedersachsen (Stadtrechtsbestätigung für die Altstadt war 1218), lebten auch Slawen aus der Region innerhalb der Stadtmauern, die aber im sozialen Gefüge der Stadt unten angesiedelt waren. Dementsprechend war die Wendenstraße recht bescheiden mit Buden bebaut. An ihrem nördlichen Ende befand sich das Wendentor, das östlichste der einst 13 Hafentore. Die im Zweiten Weltkrieg zerstörte Bebauung an der Straße wurde mit passenden Häusern wieder aufgebaut.
Koordinaten: 54° 5′ 29,5″ N, 12° 8′ 49,9″ O